# Vela Molecular Ridge
Vela Molecular Ridge (letteralmente "Cresta Molecolare delle Vele", noto anche con la sigla VMR) è un vasto complesso di nubi molecolari giganti visibile in direzione della costellazione australe delle Vele. Le nubi principali della regione sono identificate con le lettere A, B, C e D e appartengono in realtà a due complessi distinti: le nubi A, C e D si trovano a una distanza media di circa 700-1000 parsec (2300-3300 anni luce) e sono legate all'associazione OB Vela R2, mentre la nube B è situata a una distanza superiore, fino a 2000 parsec (6500 anni luce) di distanza, e appare fisicamente connessa all'estesa associazione Vela OB1.
Parte del gas delle nubi appare ionizzato dalla radiazione ultravioletta di alcune fra le stelle più massicce ad esse associate, costituendo delle regioni H II di grande estensione, come Gum 14 (RCW 27) e Gum 20 (RCW 36); la presenza di fenomeni di formazione stellare attivi è testimoniata dalla scoperta di diverse associazioni di stelle T Tauri, in particolare nella nube VMR D, come pure dalla presenza di numerosi ammassi aperti fortemente oscurati e profondamente immersi nei gas e osservabili alla lunghezza d'onda dell'infrarosso.
Le stelle più luminose e calde dell'associazione Vela R2 illuminano alcuni filamenti di gas, che brillano così di una luce bluastra, caratteristica tipica delle nebulose a riflessione; fra queste vi è la ben nota NGC 2626, appartenente alla nube VMR D, che comprende al suo interno alcune stelle con emissioni Hα e il celebre oggetto di Herbig-Haro HH 132.

## Osservazione

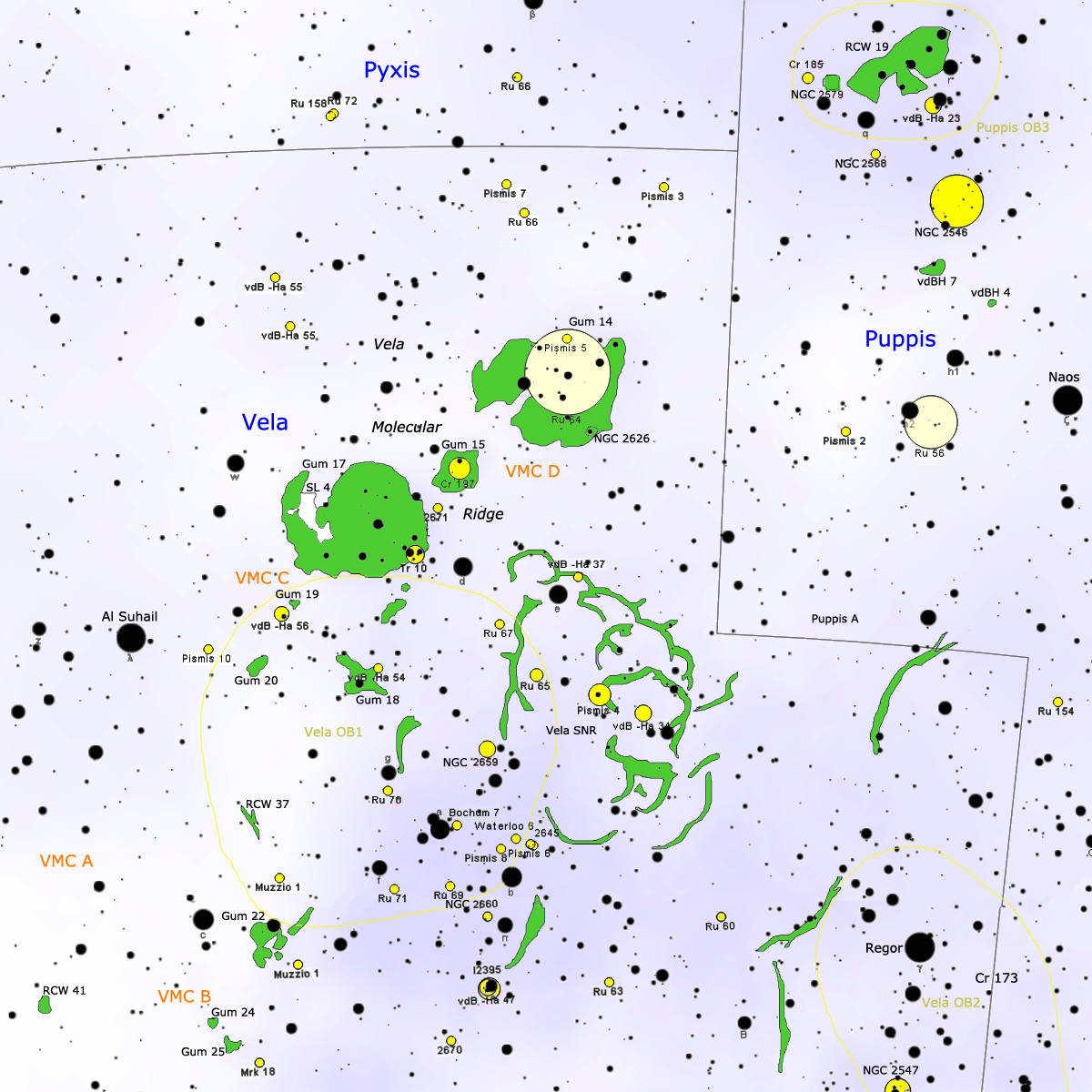
Mappa del Vela Molecular Ridge.

Il Vela Molecular Ridge appare come una sequenza di nebulose luminose e oscure, poste sul lato nordoccidentale delle Vele; la sequenza principale di nebulose che lo compongono si individua pochi gradi a nordovest della stella λ Velorum, mentre alcune ramificazioni oscure si estendono anche a sud di questa, raggiungendo le zone centrali della costellazione. Le componenti nebulose del sistema non sono osservabili né ad occhio nudo né con strumenti amatoriali, dal momento che sono tendenzialmente molto deboli. L'unica nube facilmente individuabile è NGC 2626, una nebulosa a riflessione compresa nella regione più occidentale del complesso; può essere individuata con strumenti di potenza medio-elevata muniti di filtri. Le componenti stellari, al contrario, sono parzialmente visibili anche a occhio nudo e concorrono a formare un ricco campo stellare, caratteristico della parte nordoccidentale delle Vele; in particolare, l'area di cielo visibile fra λ Velorum e γ Velorum è occupata dall'associazione stellare Vela OB1, fisicamente legata al Vela Molecular Ridge.
Questo complesso si trova a declinazioni fortemente australi, comprese fra i -40° e i -50°; ciò comporta che la sua osservazione dalle regioni dell'emisfero boreale ne risulti assai penalizzata. Dalle latitudini corrispondenti all'Europa centrale non è praticamente mai osservabile, mentre alla latitudine 40°N, ossia quella che attraversa il Mar Mediterraneo e la parte centrale degli Stati Uniti d'America, la visibilità risulta molto penalizzata a causa della bassa elevazione sopra l'orizzonte meridionale. Nella fascia tropicale boreale, al contrario, la visibilità è buona, mentre è ottimale da tutto l'emisfero australe.
Il periodo migliore per la sua osservazione nel cielo della sera ricade nei mesi compresi fra dicembre e aprile; dall'emisfero sud la costellazione delle Vele, assieme alle altre componenti della Nave Argo, domina i cieli dell'estate, assieme alle brillanti stelle Sirio e Canopo.

## Ambiente galattico

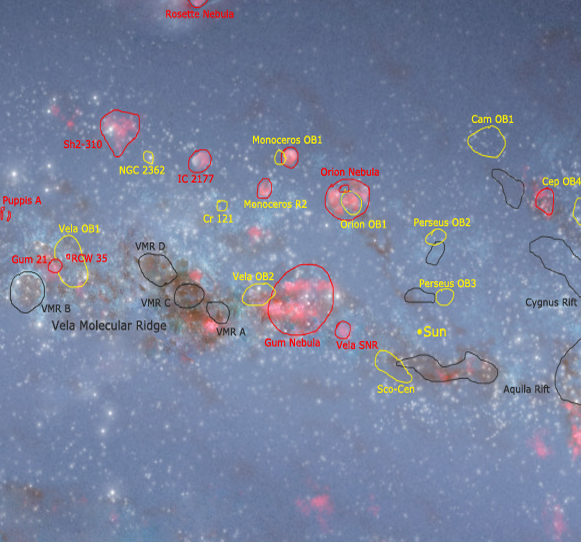
Mappa della regione galattica del Vela Molecular Ridge.

La Via Lattea in direzione del Vela Molecular Ridge presenta una sovrapposizione di oggetti e strutture, tutte allineate grosso modo con il piano galattico; situazioni di questo genere possono tendenzialmente ostacolare l'osservazione delle grandi regioni nebulose, a causa dell'elevato disturbo delle forti radiazioni di fondo. L'oggetto dominante in questa direzione è la grande Nebulosa di Gum, che si estende per circa 30° occupando anche la parte meridionale della costellazione della Poppa; si tratta di una grande bolla in espansione generata probabilmente dall'esplosione di una o più supernovae, una delle quali potrebbe essere stata in origine una compagna fisica della stella Naos (ζ Puppis). La distanza della nube è di circa 450 parsec. Sovrapposta a questa e alle nubi del Vela Molecular Ridge si osservano i deboli filamenti della famosa Nebulosa delle Vele, un resto di supernova situato a circa 300 parsec dal Sole e posto dunque in primo piano anche rispetto alla stessa Nebulosa di Gum.
Il complesso del Vela Molecular Ridge si trova al di là di questa nebulosa, a una distanza compresa fra 700 e 1000 parsec dal Sole; esso si trova sul bordo interno del Braccio di Orione, allineato con la Nebulosa di Gum e in corrispondenza dell'associazione Vela OB1. A circa 500 parsec di distanza dalle nubi centrali del complesso si trova l'associazione Cr 121, visibile in direzione del Cane Maggiore; quest'associazione è legata fisicamente a Canis Major OB1, un'estesa associazione OB originatasi dalla regione che ospita la nube nota come Nebulosa Gabbiano. A Cr 121 è legata una gigantesca superbolla in espansione, denominata GSH 238+00+09, generata probabilmente dall'esplosione di almeno una trentina di supernovae, probabilmente situate proprio all'interno di quest'associazione; la potente onda d'urto che si è generata avrebbe investito alcune delle regioni circostanti poste entro un raggio di 500 parsec da essa, come la Nebulosa di Gum, il Complesso di Monoceros R2 e probabilmente anche il grande Complesso di Orione.
Le regioni più remote del Vela Molecular Ridge si trovano a circa 1800-2000 parsec di distanza dal Sole, in cui sono comprese le nubi denominate VMR B e Gum 21; l'ambiente galattico è il medesimo in cui si trova anche il famoso resto di supernova Puppis A. A 1500 parsec dal Sole, ma in corrispondenza del bordo esterno del Braccio di Orione, si trova la grande regione di Sh2-310, in cui si è formato il massiccio ammasso aperto NGC 2362.

## Struttura

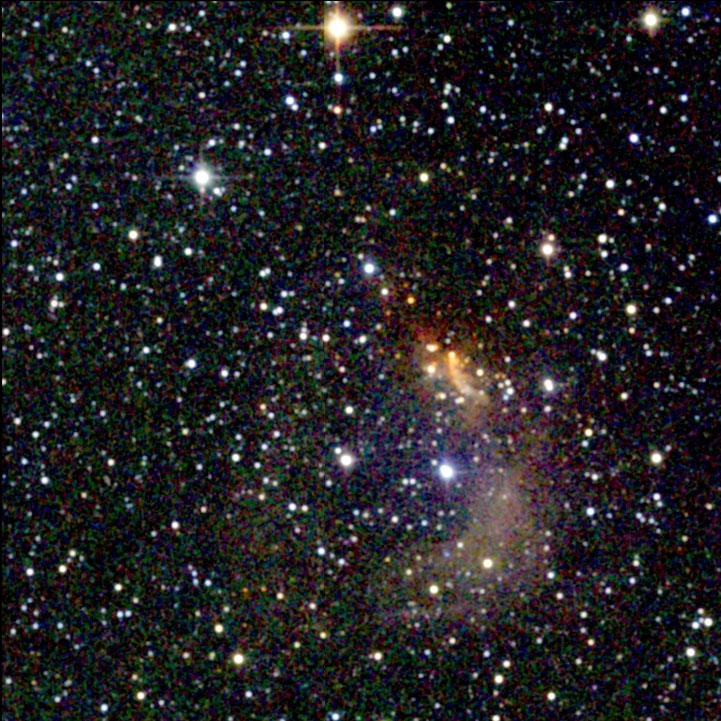
NGC 2626, una delle nebulose più brillanti del complesso.

Il Vela Molecular Ridge è un complesso nebuloso composto da più nubi molecolari giganti, disposte a formare una sorta di concatenazione orientata in senso nordovest-sudest. Il nome del complesso è stato assegnato in uno studio del 1991 che analizzava le emissioni al CO; questa struttura appare divisa in quattro regioni principali, identificate con le lettere A, B, C e D. Queste nubi, ad eccezione della B, presentano una massa pari a circa 300.000 M⊙ e una distanza attorno ai 700-1000 parsec; la nube B invece ha una massa di circa un milione di M⊙ e, nonostante si trovi a fare apparentemente parte della concatenazione, viene a trovarsi a una distanza molto maggiore, attorno ai 2000 parsec, e fa probabilmente parte di un complesso differente e indipendente rispetto agli altri tre.
Le due strutture più luminose e meglio osservabili sono VMR C e VMR D, le più occidentali del Vela Molecular Ridge, visibili poco a nord dei tenui filamenti della Nebulosa delle Vele; all'interno di queste nubi molecolari giganti sono state identificate, tramite studi sulle emissioni al C18O, 27 nubi minori, la più massiccia delle quali, in direzione di VMR C, possiede una massa pari a 44.000 M⊙, mentre le più piccole variano dalle 100 alle 1000 M⊙. Ognuna di queste nubi possiede al suo interno delle sorgenti infrarosse, coincidenti con altrettante protostelle; delle sorgenti osservate, 32 giacciono all'interno di queste nubi minori, mentre 45 appaiono disperse al loro esterno, indice che queste sorgenti sono maggiormente concentrate all'interno dei piccoli addensamenti nebulosi, in cui avviene anche la gran parte dei fenomeni di formazione stellare del complesso.
Alle quattro nubi maggiori del Vela Molecular Ridge sono associati una ventina di giovani ammassi aperti, di cui almeno 14 facenti parte dei complessi posti a 700 parsec (A, C e D): fra questi, spiccano i ben noti NGC 2547, composto da circa 700 stelle di cui alcune molto giovani, e Cr 197, visibile in direzione della nube VMR D e composto da 25 stelle giovanissime. Le componenti nebulose più brillanti del complesso A-C-D sono catalogate come Gum 14 (RCW 27), in cui è compresa la stessa NGC 2626, e Gum 15 (RCW 32); la prima, legata in particolare alla nube VMR D, appare ionizzata dalla gigante blu HD 73882, facente parte della giovane associazione nota come Ru 64, cui si aggiungono HD 73285 e HD 73500, entrambe di classe spettrale B e legate fisicamente all'associazione. Gum 15 invece è ionizzata dalle componenti dell'ammasso Cr 197 e in particolare dalla stella azzurra HD 74804. La regione di formazione stellare che assieme costituiscono è indicata con la sigla SFR 265.00-2.00. Altri studi tuttavia indicano per Gum 15 una distanza di appena 424 parsec.
La nube VMR B, situata a circa 2000 parsec in una zona remota e periferica del Braccio di Orione, è legata all'associazione Vela OB1 e alle regioni H II Gum 21 e Gum 18 (RCW 35). Gum 21 probabilmente fa parte di un'estesa nebulosa a forma di anello che circonda la stella di Wolf-Rayet WR 14, mentre Gum 18, ionizzata dalla stella blu CD-43 4690, viene invece a trovarsi in mezzo all'associazione Vela OB1.
Secondo alcuni scienziati, la sequenza dei fenomeni di formazione stellare nella nube VMR D ha avuto origine in una regione localizzata nella parte sudoccidentale del complesso, in cui si osservano le componenti più massicce e delle prime classi spettrali (O e B) e alcune nubi molecolari disperse; questa regione è situata in corrispondenza della parte meridionale della nube D e ha ospitato i primi fenomeni generativi da 10 milioni a 1 milione di anni fa. Successivamente i fenomeni, sia a causa dell'espansione di una bolla causata dal vento stellare delle giovani stelle calde, sia probabilmente a causa della stessa azione della radiazione di queste stelle, si sono estesi alle regioni Gum 14 e forse Gum 17, dove si osservano diverse popolazioni di stelle T Tauri. Tali fenomeni si sono infine estesi alla nube C e in particolare a Gum 20 e l'associazione Vela R2, la cui età è stimata fra poche centinaia di migliaia di anni e pochi milioni di anni.

## Fenomeni di formazione stellare

RCW 41, la formazione nebulosa più prominente del VMR A.

Le nubi del Vela Molecular Ridge sono dei siti in cui hanno luogo degli intensi processi di formazione stellare, come testimoniato dalla presenza di numerose sorgenti IRAS, le cui caratteristiche spettrali sono affini a quelle degli oggetti stellari giovani, nonché dalla presenza di alcuni giovani ammassi ancora avvolti in profondità nei gas; la concentrazione maggiore di queste sorgenti è localizzata nella nube C. Si ritiene che queste sorgenti infrarosse, distribuite specialmente all'interno delle piccole nubi molecolari più dense poste nei quattro complessi maggiori, siano associate in particolare a delle protostelle di Classe I, principalmente stelle T Tauri.

### Vela Molecular Ridge A
La nube A del Vela Molecular Ridge occupa la posizione più sudorientale del sistema, a sud di λ Velorum; delle sorgenti infrarosse coincidenti con stelle di Classe I, solo 5 si trovano all'interno di questa nube, che appare dunque come quella meno attiva dal punto di vista della formazione stellare. La nube luminosa più cospicua appartenente al VMR A è catalogata come RCW 41; essa si presenta di aspetto irregolare e contiene al suo interno il giovane ammasso [DBS2003] 36, composto da 62 stelle massicce di classe spettrale B visibili all'infrarosso. La principale sorgente legata all'ammasso è IRAS 09149-4743, identificata anche come sorgente di onde radio e talvolta indicata come associata a un maser CO: si tratta di una stella molto calda di classe spettrale B, che è anche una delle principali responsabili della ionizzazione dei gas della nube. Quest'oggetto è situato nel corpo centrale dell'ammasso. A questo si aggiunge una seconda stella, situata in un sotto-ammasso facente parte del precedente.
All'interno della nube vi è anche una regione H II ultracompatta del diametro di 6,5', al cui interno si trova un maser ad acqua ed uno a metanolo; in particolare quest'ultimo è un importante rivelatore della presenza di fenomeni di formazione di stelle di grande massa, essendo un oggetto caratteristico delle nubi di gas ionizzato ultracompatte in cui hanno luogo questo genere di fenomeni.
RCW 41 è il corpo principale della regione di formazione stellare catalogata come SFR 270.26+0.80 e indicata nel catalogo Avedisova del 2002 con la sigla Avedisova 2224.

### Vela Molecular Ridge B

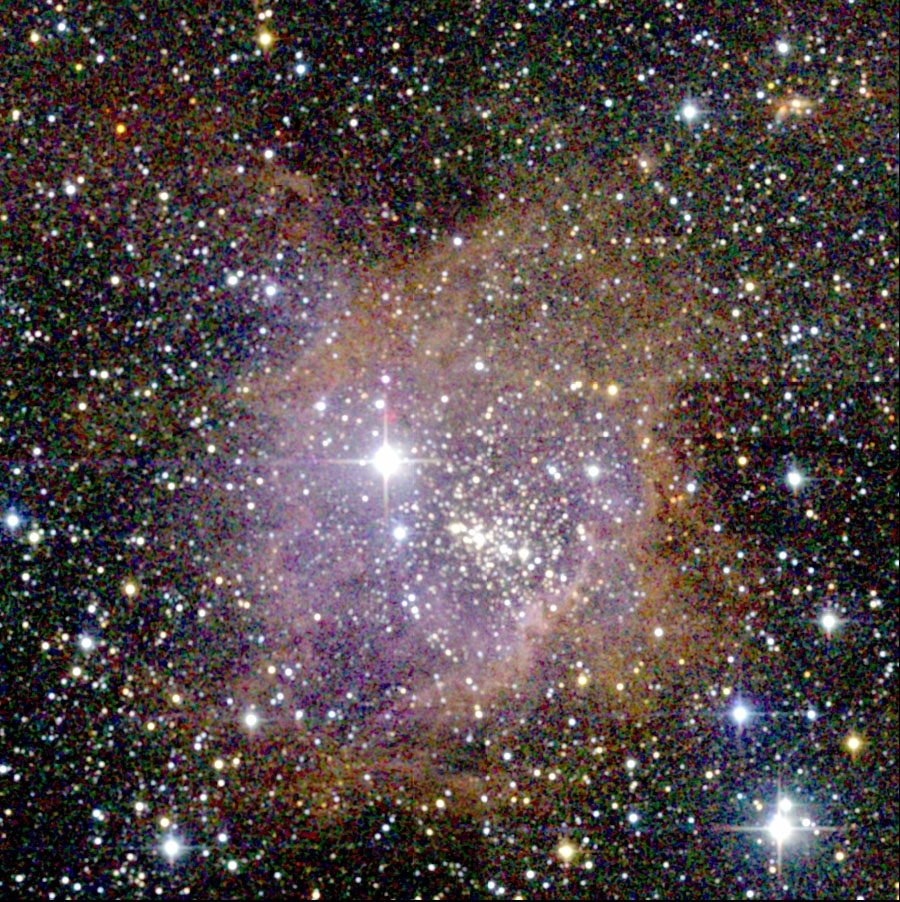
Gum 25, la nube maggiore del Vela Molecular Ridge B.

La nube B del Vela Molecular Ridge è una struttura indipendente dalle altre, situata a circa 2000 parsec in una regione remota e periferica del Braccio di Orione; in essa sono contenute 7 delle sorgenti infrarosse associate a oggetti di Classe I, nessuna delle quali è stata studiata in modo dettagliato. Le principali nubi luminose facenti parte di questa nube sono catalogate come Gum 24 e Gum 25 (RCW 39 e RCW 40).
Gum 24 è una nebulosa poco studiata; la sua distanza è stata stimata in circa 1700 parsec, ossia in corrispondenza dell'associazione Vela OB1, ma permangono delle incertezze, al punto che altre stime la collocano fino a 3000 parsec di distanza, ossia in una zona intermedia fra la parte più remota del Braccio di Perseo e quello del Sagittario-Carena, oltre l'estremità del Braccio di Orione. La principale responsabile della ionizzazione dei suoi gas potrebbe essere la supergigante blu HD 78344, sebbene non vi siano delle certezze in merito. Fra le prove dell'attività di formazione stellare in questa nube vi è la presenza di un maser ad acqua, situato a sudest della zona centrale della nebulosa, a cui sembra essere associata IRAS 09017−4814, una delle 7 sorgenti di radiazione infrarossa note nella nube, probabilmente una giovane stella luminosa e fortemente oscurata dalle polveri che la circondano.
La distanza di Gum 25 (catalogata anche come BBW224) pare essere invece più certa, dal momento che diversi studiosi concordano nell'indicarla a circa 1800 parsec, dunque alla stessa distanza di VMR B. La principale fonte della ionizzazione dei suoi gas è una stella blu di sequenza principale di classe O9V catalogata come CD -48 4352, facente parte dell'associazione Vela OB1; attorno alla nube è presente una grande struttura di polveri ad anello, in cui sono inclusi alcuni agglomerati più densi e luminosi in cui è in atto un processo di collasso gravitazionale, che porterà alla generazione di nuove stelle. La nube ospita anche un giovane ammasso profondamente immerso nei gas, catalogato col numero 251 in un catalogo edito nel 2003.

### Vela Molecular Ridge C

La nube Gum 20 è una delle regioni di formazione stellare più attive del Vela Molecular Ridge.

La nube C del Vela Molecular Ridge si osserva a nord della parte più orientale della Nebulosa di Gum, a circa 1000 parsec di distanza; nella sua direzione si osserva la nebulosa Gum 17 (RCW 33), la quale però potrebbe non essere connessa alla regione del Vela Molecular Ridge. La fase evolutiva di questa struttura è leggermente minore rispetto alla vicina VMR D e mostra i segni di una recente attività di formazione stellare; al suo interno sono state scoperte alcune sorgenti infrarosse profondamente annidate in dense nubi molecolari, che mostrano delle emissioni al C18O. Tre di esse coincidono con altrettanti oggetti stellari giovani di Classe I di massa intermedia, compresa fra 2 e 10 M⊙; cui si aggiungono 28 probabili protostelle di massa medio-piccola e cinque giovani ammassi molto compatti immersi in dense nebulosità. Questi ammassi possiedono rispettivamente un numero compreso fra 10 e 350 stelle giovanissime, in tutti i casi racchiuse entro un diametro di appena un parsec o anche meno.
Gum 20 (RCW 36) è di gran lunga l'oggetto più notevole della regione, in cui sono vigorosamente attivi dei fenomeni di formazione stellare; contiene al suo interno un ammasso completamente oscurato dai gas e visibile all'infrarosso, catalogato come RCW 36 IR (IRS 34 o [BDB2003] G265.14+01.45), con oltre 350 componenti stellari concentrate entro poco più di 1' di diametro, equivalenti ad appena 1,5 parsec. Si tratta di uno degli ammassi aperti in formazione più concentrati che si conoscano entro un raggio di 1000 parsec dal Sole; fra le sue componenti vi sono un gran numero di stelle di grande massa, concentrate in massima parte al centro dell'ammasso, che presenta quindi segregazione di massa. L'età stimata per quest'oggetto è di circa 2-3 milioni di anni. Fra le sue componenti più massicce e luminose ve ne sono due, situate verso il suo centro, che sono state ritenute le fonti più probabili di ionizzazione dei gas dell'intera nebulosa. Secondo alcuni modelli, la formazione stellare in questa regione sarebbe stata causata dalla collisione fra due nubi molecolari minori poste all'interno della grande nube G265.1+1.5.
Una struttura oggetto di studi è la nebulosa a riflessione BBW 192E, associata alla sorgente IRS 26; questa nube bipolare, dall'aspetto simile a un'elica, è situata in direzione della nube Gum 17, sebbene sia slegata da essa, essendo posta a una diversa distanza. Sul bordo più orientale della nube si trova una sorgente infrarossa coincidente con una stella di media massa, probabilmente una stella Ae/Be di Herbig. La nube ospita anche un piccolo ammasso profondamente annidato nei gas della regione.
Secondo alcuni studi, fra le nubi illuminate facenti parte del VMR C vi sarebbe anche la piccola Gum 19 (RCW 34), illuminata ed eccitata dalla radiazione ultravioletta della stella V391 Velorum, una variabile Orione situata all'interno della nebulosa a riflessione vdBH 25b; questa stella avrebbe una classe spettrale O8.5V e causa un potente fronte di ionizzazione. Secondo altri invece Gum 19 sarebbe a circa 3000 parsec di distanza, ben al di là di ogni altra struttura riconducibile al Vela Molecular Ridge, e la stella responsabile della sua ionizzazione sarebbe una supergigante blu di classe Ib.

### Vela Molecular Ridge D

RCW 32, una delle nebulose più brillanti fra VMR C e VMR D.

La nube D del Vela Molecular Ridge appare come la più evoluta e le sue strutture minori appaiono tendenzialmente più piccole rispetto al VMR C; si tratta della sezione più nordoccidentale del complesso, vicino al confine con la costellazione della Poppa. A questa nube sono associate due regioni H II molto estese, catalogate come Gum 14 (RCW 27) e Gum 17 (RCW 33); la reale posizione di quest'ultima, in particolare, è oggetto di discussioni: secondo alcuni studi essa sarebbe associata alla gigante blu HD 75759, situata a circa 1000 parsec di distanza e associata al VMR D, assieme ad altre stelle responsabili anch'esse della ionizzazione dei suoi gas, come HD 75724. La regione di formazione stellare a cui viene associata è indicata come Avedisova 2169 nell'omonimo catalogo edito nel 2002; a questa regione appartiene anche la nube Gum 15 (RCW 32), associata all'ammasso Cr 197. La presenza di un gruppo di stelle T Tauri coincidenti con le sorgenti IRAS identificate come stelle giovani di Classe I ha fatto suggerire ad alcuni studiosi la sigla Vela T2 per identificare il gruppo di giovani stelle associato a Gum 17.
Secondo altri studi invece, Gum 17 sarebbe associata al giovane ammasso aperto Tr 10, la cui distanza si aggira però attorno ai 420 parsec; se così fosse, non farebbe parte del complesso del Vela Molecular Ridge, ma si troverebbe a circa 500 parsec da esso in direzione del Sole, a una distanza paragonabile a quella della Nebulosa di Gum e all'associazione Vela OB2 e all'ammasso Cr 173.
Uno degli oggetti più notevoli della nube D è Gum 14 (RCW 27); si presenta come la più occidentale delle nebulose del Vela Molecular Ridge, in direzione della parte orientale dell'associazione stellare Puppis R2, associata a del gas illuminato dalle componenti maggiori della stessa associazione. La stella maggiormente responsabile della ionizzazione dei gas della regione è la gigante blu HD 73882, una binaria a eclisse nota anche come NX Velorum legata al grande ammasso Ru 64, assieme ad altre stelle giganti come HD 73285 e HD 73500; l'estesa popolazione di stelle T Tauri, composta da una quindicina di membri, è stata invece identificata con la sigla Vela T1. A questa nube sono associate anche diverse nebulose a riflessione illuminate da giovani stelle blu, come vdBH 18 e vdBH 20, facenti parte della vicina associazione Puppis R2; la più nota e brillante è però NGC 2626 (vdBH 17), situata sul bordo sudoccidentale di Gum 14: questa nube, illuminata dalla stella HD 73882, ospita al suo interno alcune stelle con deboli emissioni Hα e tre addensamenti nebulosi, fra i quali il ben noto HH 132A, un brillante oggetto HH. Quest'oggetto probabilmente riceve energia dalla vicina sorgente IRAS 08337−4028. I due bozzoli luminosi HH132B e C sono invece stati classificati come nebulose a riflessione di luminosità variabile; nei pressi dell'oggetto si trova anche un'altra sorgente infrarossa, catalogata come IRAS 08339−4029, che potrebbe essere associata, nonostante la separazione di 1', alla variabile EM Velorum, forse una stella Ae/Be di Herbig.

La nube associata alla sorgente IRAS 09002−4732, in cui hanno avuto luogo recenti e intensi fenomeni di formazione stellare.

La nube D ospita anche alcuni ammassi aperti fortemente oscurati e visibili all'infrarosso; fra questi spicca LLN92 63, relativamente povero e poco concentrato e coincidente con la sorgente IRAS 08393−4041, cui è associata una nube al cui interno si trova un maser ad acqua, indizio che nella regione sono attivi fenomeni di formazione di stelle di massa medio-grande. A questo si aggiunge LLN92 16, un ammasso di circa 140 membri associato alla sorgente IRAS 08438−4340, e LLN92 17, legato a IRAS 08448−4343 e diviso in due sottoammassi.

### Altri oggetti
In direzione del VMR B si osserva una piccola nube ionizzata al cui interno si trova una sorgente di radiazione infrarossa, catalogata come IRAS 09002−4732; questa sorgente coincide con una regione H II ultracompatta, G268.42-0.85, nella cui direzione è stato individuato un maser ad acqua con una velocità radiale fortemente negativa, probabilmente attribuibile alla presenza di un getto orientato verso di noi. A nordest di questa sorgente si trova un ammasso molto compatto di sorgenti infrarosse. In base all'osservazione di questo e di altre sorgenti simili situate nei paraggi, sono stati stimati dei valori di distanza compresi fra 1400 e 1800 parsec, collocandola così in una zona intermedia fra la nube VMR C e VMR B, in coincidenza dell'associazione Vela OB1.
L'ammasso centrale è composto da una sessantina di componenti stellari di pre-sequenza principale fortemente oscurate dalle polveri della nube, segno evidente della recente presenza di intensi fenomeni di formazione stellare, fra le quali spicca una stella massiccia di classe spettrale O9; la densità di queste stelle aumenta sensibilmente in direzione della regione H II ultracompatta, che appare illuminata e ionizzata dalla stella più massiccia dell'ammasso stesso, coincidente con la sorgente IRAS. Secondo un altro studio che prende in considerazione le analisi spettroscopiche delle sorgenti infrarosse di questa regione, la distanza della nube e dell'ammasso connesso sarebbe di appena 700 parsec; questo valore la colloca nello stesso ambiente galattico della nube VMR C, escludendo di fatto ogni relazione col VMR B.

## Associazioni OB
Un'associazione OB è un'associazione stellare di recente formazione che contiene decine di stelle massicce di classe spettrale O e B, ossia blu e molto calde; si formano assieme nelle nubi molecolari giganti, il cui gas residuo, una volta che le stelle sono formate, viene spazzato via dal forte vento stellare. Entro pochi milioni di anni, gran parte delle stelle più luminose dell'associazione esplodono come supernovae, mentre le stelle più piccole sopravvivono per molto più tempo, avendo una massa inferiore. Si crede che la gran parte delle stelle della nostra Galassia siano in origine appartenute ad associazioni OB. Paradossalmente, si possono conoscere più facilmente le associazioni OB di altre galassie piuttosto che della nostra, a causa della presenza delle nubi oscure che mascherano la gran parte degli oggetti interni alla Via Lattea.
Le associazioni OB connesse al Vela Molecular Ridge sono separate da quasi 1000 parsec; la più prossima al Sole è Vela R2, legata ai complessi nebulosi C e D, mentre Vela OB1 si estende in una regione più remota, sovrapponendosi alla nube VMR B.

### Vela R2

Campo stellare in direzione dell'associazione Vela R2.

L'associazione Vela R2, individuata nel 1975, si estende in direzione della nube VMR C per alcuni gradi quadrati e comprende 9 stelle supermassicce di classe spettrale B e magnitudini comprese fra l'ottava e la quattordicesima, con un'età media di circa un milione di anni. La sigla R sta a indicare che l'associazione è legata a delle nebulose a riflessione, fra le quali vdBH 25b, vdBH 27 e vdBH 28; a quest'ultima è associato un gruppo di 8 stelle con deboli emissioni Hα, mentre un altro gruppo con altre 8 stelle simili è legato alla nube vdBH 27. Queste stelle possiedono una massa notevolmente inferiore alle giganti di classe B e appartengono probabilmente alla stessa generazione delle componenti più massicce di Vela R2. Sul bordo sudoccidentale dell'associazione si trova un altro gruppo di 16 stelle Hα, connesso a due oggetti HH, a riprova della giovane età dell'associazione stessa. La distanza di Vela R2 è stata stimata attorno agli 850 parsec, nella stessa regione galattica delle nubi VMR C e VMR D. Nella stessa direzione si osserva un'altra stella, nota come vdBH 25a; questa però non farebbe parte dell'associazione, ma sarebbe fisicamente connessa alla nube Gum 19 (RCW 34), posta a oltre 3000 parsec di distanza.

### Vela OB1
Vela OB1 è un'estesa associazione OB individuata nel 1978; essa occupa la parte nordoccidentale delle Vele e contiene 15 stelle giganti di classe O e B facilmente individuabili, cui si aggiungono due supergiganti gialle di classe F e altre di massa inferiore. La sua estensione è di circa 6° x 4°, che alla distanza media di 1690 parsec corrispondono a circa 180 x 120 parsec. Le stime della sua distanza infatti variano a seconda delle interpretazioni: tutti gli studiosi concordano sul fatto che quest'associazione è composta da più agglomerati di stelle, i quali secondo alcuni si trovano a 1200, 1700 e 2300 parsec di distanza e pertanto nei pressi della nube VMR B, mentre secondo altri si trovano a 700, 1410 e 1430 parsec, dunque più in prossimità delle nubi VMR A e VMR C. I vari sottogruppi sono stati indicati con le lettere A, B e C, e sono ordinati sia dal più occidentale al più orientale, sia dal più vicino al più lontano. Alle 15 stelle identificate nel 1978 se ne aggiungono 55 altrettanto luminose, ma fortemente oscurate dalle polveri interstellari; fra le componenti dell'associazione potrebbe esserci pure la nota sorgente di raggi X Vela X-1, una pulsar binaria.
All'associazione sono legate probabilmente le nebulose Gum 18 e Gum 22, data la loro distanza compatibile, mentre le componenti più luminose sono le giganti blu HD 75211, di classe O e magnitudine 7,55, e CD-47 4551 (LS 1216), una stella con forti linee di emissione di magnitudine 8,45.

### Testi generali
- (EN) Robert Burnham, Jr, Burnham's Celestial Handbook: Volume Two, New York, Dover Publications, Inc., 1978.
- (EN) Thomas T. Arny, Explorations:  An Introduction to Astronomy, 3 updatedª ed., Boston, McGraw-Hill, 2007, ISBN 0-07-321369-1.
- AA.VV, L'Universo - Grande enciclopedia dell'astronomia, Novara, De Agostini, 2002.
- J. Gribbin, Enciclopedia di astronomia e cosmologia, Milano, Garzanti, 2005, ISBN 88-11-50517-8.
- W. Owen, et al, Atlante illustrato dell'Universo, Milano, Il Viaggiatore, 2006, ISBN 88-365-3679-4.

### Testi specifici

#### Sull'evoluzione stellare
- (EN) C. J. Lada, N. D. Kylafits, The Origin of Stars and Planetary Systems, Kluwer Academic Publishers, 1999, ISBN 0-7923-5909-7.
- A. De Blasi, Le stelle: nascita, evoluzione e morte, Bologna, CLUEB, 2002, ISBN 88-491-1832-5.
- C. Abbondi, Universo in evoluzione dalla nascita alla morte delle stelle, Sandit, 2007, ISBN 88-89150-32-7.

#### Sul Vela Molecular Ridge
- Pettersson, B., Young Stars and Dust Clouds in Puppis and Vela, in Handbook of Star Forming Regions, Volume II: The Southern Sky ASP Monograph Publications, vol. 5, dicembre 2008,  p. 43, ISBN 978-1-58381-670-7. (Versione in pdf)

### Carte celesti
- Toshimi Taki, Taki's 8.5 Magnitude Star Atlas, su geocities.jp, 2005. URL consultato il 7 novembre 2010 (archiviato dall'url originale il 5 novembre 2018). - Atlante celeste liberamente scaricabile in formato PDF.
- Tirion, Rappaport, Lovi, Uranometria 2000.0 - Volume II - The Southern Hemisphere to +6°, Richmond, Virginia, USA, Willmann-Bell, inc., 1987, ISBN 0-943396-15-8.
- Tirion, Sinnott, Sky Atlas 2000.0, 2ª ed., Cambridge, USA, Cambridge University Press, 1998, ISBN 0-933346-90-5.
- Tirion, The Cambridge Star Atlas 2000.0, 3ª ed., Cambridge, USA, Cambridge University Press, 2001, ISBN 0-521-80084-6.